# Pulau Panci
Pulau Panci – wieś (desa) w kecamatanie Kelumpang Hilir, w kabupatenie Kotabaru w prowincji Borneo Południowe w Indonezji.
Miejscowość ta leży w środkowo-północnej części kecamatanu, na wschód od drogi Jalan Jenderal Sudirman.